# エフェメロプシス
エフェメロプシス Ephemeropsis はコケ植物、蘚類の1属である。熱帯域で樹木の葉の表面に生育し、良く発達した原糸体を永続的に維持し、それが植物体の大部分を占め、通常の配偶体はごく小さなものしか生じない。2種が熱帯アジアからオーストラリアに分布し、日本には産しない。

## 概説
熱帯アジアからオセアニア、オーストラリアに分布する蘚類で、生きた植物の葉や枝の上に生育する。その植物体は葉の上に広がるカーペット状のものであるが、それらはほぼすべてが原糸体からなっている。普通の蘚類では胞子から発芽したものが原糸体であるが、配偶体の本体がその上に発達し始めると原糸体は消滅する。しかし本属のものでは原糸体はよく発達して複数の型の枝を分化させ、永続的に光合成と無性生殖を行う。通常のコケでは本体となる茎葉体はほぼ造卵器と造精器と、それを包む苞葉数枚にまで縮小されている。有性生殖はこれらの上で行われ、普通のコケと同様に蒴柄の先端に蒴をつけ、胞子を形成する。
2種があり、古くから知られた E. tjibodensis はこの分布域のほぼ全域にわたって生育しているが、のちにもう1種が追加され、E. trentepohlioides はニュージーランド付近でのみ知られている。

## 特徴
タイプ種である E. tjibodensis に基づいて特徴を示す。着生のコケ類であり、全体に緑褐色をしている。ごく小型な構造で、長く維持される原糸体と、そしてきわめて退化的な配偶体からなる。原糸体は不規則に枝を出して広がるが、その枝には主軸と、3通りの型の側枝からなる。これらは Pressel 6 Duckett が2009年の論文で Chloronema、bristle heptera と名付けている。主軸は caulpnemata と呼ばれ、緑褐色から暗褐色をしており、所々で分枝し、円筒形の細胞からなっている。細胞の大きさは長さ80-130×19-30㎛ で細胞壁は厚く、 chloronemata より葉緑体が少ない。chloronema は主軸より幅が狭く、淡緑色から明るい黄緑色をしており、20-40×10-15㎛の長さが短くて細胞壁の薄い細胞からなる。多く枝分かれして先の方では広がっている。成熟した原糸体では表面に chloronema の層が一面に広がり、そこから bristle が無数に出ている。blistre は vertical spine つまり直立する針状突起は黄褐色で長さ700-900㎛で、800-100×18-29㎛の細長い細胞からできている。hepter は、仮根状の構造で、それによって基質に付着し、長さ120㎛以下の短い細胞からなっており、単一であるかまばらに分枝する。芽子による無性生殖が行われ、これは chrolonema の糸状構造の先端か、あるいは主軸の細くなった部分に形成される。無性生殖に用いられる芽子は紡錘形で単列をなす5-7細胞からなり、長さ150-200㎛ほど。
雌雄同株ながら独立の苞を生じる。花被となる葉(雄苞葉)は黄緑色から赤褐色で、広卵形をしており、長さ0.6-2.5mm、幅0.5-0.8mmで、先端は尖り、縁は滑らかになっているか、わずかに鋸歯がある。造精器は長さ50-80㎛。雌苞葉は黄緑色で雄苞葉と似ている。造卵器は未確認。蒴柄は細く、黄緑色から緑色で長さ1-1.2mm。蒴(胞子嚢)は卵形から楕円形で、横を向き、長さ150-250㎛、蓋は長くくちばし状、蒴歯は16あり、オレンジ色から赤褐色で披針状の三角形、狭い溝があり、表側の表面には横断方向に線が走り、裏側の表面にはよく発達した腹面薄膜が基部から先端に向けて伸びる。内側の口縁は外側と同長。帽子は司教帽の形で、上面にわずかに毛があり、基部でははっきりと縁取るように毛が並んでいる。胞子は緑色を帯び、丸くて径0.8-1㎛、表面はほぼ滑らかとなっている。
その外見は全体が褐色の毛羽立った吸い取り紙のように見える。
もう1種の E. trentepohlioides はこの種とよく似ており、雄苞葉や雌苞葉はほぼ同じであるが、以下のような点が異なる。
- E. tjbodensis では胞子体があまり見られないのに対して、この種ではごく普通に見られる。
- 蒴は E. tjbodensis が卵形が普通であるのに対して円筒形でより長い。

これらの結果、この種の方が見かけでは賑やかになる。またこの種では芽子が球形である点も異なる。この2種には分けるべきかどうかという議論もあったが、Bartlett(1985) はこの2種の区別点を表にまとめ、別種とする判断をしている。Juengprayoon & Chantanaorrapint(2016)はこの他に原糸体においてはこの種では本種で顕著な垂直の針状突起がないことをあげている。

## 分布と生育環境
2種ともにアジアからオセアニアに分布する。
E. tjbodensis では分布域として以下のような地域が挙げられている。タイ、ベトナム、ラオス、マレーシア、インドネシア、フィリピン、ニューギニア、ニューカレドニア、フィジー諸島、クイーンズランド北部。
E. trentepohlioides はニュージーランドに分布し、ニュージーランド内では広く分布している。他にタスマニア島からも知られる。
生育環境としては E. tjbodensis に関しては Juengprayoon & Chantanaorrapint(2016) がタイにおける状況を報告している。それによると低地から山地の森林に見られ、その標高は50-1700mにわたる。通常は生きた葉の上に出現し、時に枝にも出て、クサリゴケ科 Lejeuneaceae のものやケビラゴケ属 Radura spp. (いずれもタイ類)とともに生育しているのが見られる。
E. trentepohlioides に関してはBartlett(1985)がニュージーランドにおける状況を報告しており、それによるとニュージーランドの南緯37°20′から46°にわたって広く見られる。北島では散発的に見られ、より豊富に見られるのは南島の東海岸の湿った藪や森林である。気生ではあるが湿気を好むもので、かつ日陰への耐性がある。常に湿っていて高い湿度を保つ環境に生育するものである。絶対的な着生植物であり、主として小枝の上に生じるが、樹皮上や葉の上でも観察されている。着生する対象の植物に指向性はないと思われ、多くの維管束植物上で見られる他、外来のサクラでさえ見られる。やはり様々なコケ植物や地衣類と共に見られる。
また本属の原糸体では、基物に固着する仮根状の構造から多量の粘液を分泌することが知られており、そこにはシアノバクテリアが豊富に生息しており、これが本属原糸体に窒素源を供給している可能性があると指摘されている。

## 進化的意味合い
コケ植物は、一般に胞子から発生すると、その初期に原糸体を形成し、その上に配偶体の本体を発達させ、その上で有性生殖が行われる。このコケはしかし、配偶体本体がほとんど発達せず、その前段階である原糸体が長期に維持され、生殖がその状態で行われる。これはある種の幼形成熟と見ることができる。このようなかたちを Protonemal Neoteny(訳語不詳・原糸体による幼形成熟、の意）と呼ぶ。コケ植物にいてこの形を取るものは蘚類に多く、6属40種ほどが知られる。これに対してタイ類では3-4種(3-4属)があるのみで、ツノゴケ類では知られていない。また蘚類の中では本属のもののみが着生である。
葉の表面に生育するコケ類は、苔類では例が多いが、蘚類ではごく少ない。このようなコケは、当然ながら葉の寿命以上に長く生きることはない。エフェメロプシスはこのように長い生存期間が保証されない環境への適応として、茎葉体の発達の段階を省略し、それによって生活史を短縮することが出来たのだと考えられる。

## 分類
長らく単一の種で、東南アジアからニューギニアに分布する E. tjibodeensis のみで知られてきた。しかし現在ではもう1種、E. trentepohlioides がオーストラリア、ニュージーランドからも知られている。
分類上の位置に関しては単独で独立の科とする扱いが長く行われてきた。1889年にFleischer が Nemataceae という科名を提案したが、これは規則に沿わない名であるとして Schultze-Motel が1970年に Ephemeropsidaceae を提案し、これが使われるようになった。しかし本属はホソバツガゴケ科 Daltoniaceae に含まれるものと判明している。この科は従来はアブラゴケ科 Hookeriaceae に含まれていたものである。Buck が1988年に本種をその蒴(胞子嚢)と配偶体上の胞子体を保護する構造の特徴の共通点から本属を移した。この位置づけに関しては分子系統の研究からも支持されており、それによると本属の2種は単系統をなしており、1つの属にまとめる扱いの妥当性は認められる一方、同科のそれ以外の群との関係に関しては報告によって若干の違いがある。
ちなみに Ephemeropsis は 「Ephemerum に似て異なるもの」の意味にとれる。カゲロウゴケ属 Ephemerum は地上性で、やはり原糸体がマット状に広がって光合成をするが、配偶体も小さいながら発達し、茎葉体には数枚の小さな葉がある。日本には3種が知られる。

## その他
2011年にボタンタケ目の菌類である Bryonectria 属の新種として B. proronematis が記載された。この菌は生きた葉上に生育する本属の E. tjibodensis の上に広がり、透明な子囊殻を形成する。この菌は生きた状態の本属原糸体から栄養を得ているもので、原糸体の上で生育している菌はごく珍しく、また葉上に着生する植物等の上に出現する菌というのもまた珍しい。
植物性の糸状体の上に生息し、栄養を得て生活する菌類には例があり、たとえば地上性の藻類であるスミレモの藻体を覆うようにして生活する菌類にスミレモモドキがある。藻類を栄養源として共生体を作る菌類は地衣類と呼ばれ、スミレモモドキも地衣類である。この菌と本属のものとの関係もこれに似ているが、本属はコケ植物であるためにこの定義からは外れる。新たな枠組みが必要になるのかも知れない。